# POFK Botev Vraca
A POFK Botev Vraca (bolgárul: ПОФК Ботев Враца), vagy röviden Botev egy bolgár labdarúgócsapat, melynek székhelye Vraca városában található.
Hazai mérkőzéseiket a 32000 fő befogadására alkalmas Hriszto Botev Stadionban játsszák.

## Történelem
A klubot 1921-ben alapították Botev Vraca Football Club néven. A klub hivatalos színe: piros-zöld. 1921 és 1956 között számos egyesület alakult a városban. 1957-ben a legjelentősebbek egyesültek a Botev Vraca-val.
1957 és 1964 között a bolgár másodosztályban szerepeltek. 1964-ben feljutottak az első osztályba és 26 éven keresztül voltak a tagjai.
A Botev eddigi legjobb eredménye, hogy 1971-ben a CSZKA Szofija és a Levszki Szofija mögött harmadik helyen végeztek a bajnokságban. Ennek eredményeként indulhattak az UEFA-kupa 1971–72-es sorozatában, ahol a Dinamo Zagreb ellen az első forduló után búcsúztak.
Az 1990-es kiesést követően 19 éven keresztül a második és a harmadik vonalban szerepeltek. 2009 májusában, hat év után sikerült feljutniuk a másodosztályba. A 2010–11-es szezon után visszakerültek az első osztály mezőnyébe.

## Sikerei
- Bolgár bajnokság („A” PFL):

3. hely (1): 1971

## Eredményei

### Európaikupa-szereplés
| Szezon  | Kupasorozat | Forduló    | Nemzet      | Klub          | Hazai | Vendég | Összesítés |
| ------- | ----------- | ---------- | ----------- | ------------- | ----- | ------ | ---------- |
| 1971/72 | UEFA-kupa   | 1. forduló | Jugoszlávia | Dinamo Zagreb | 1–2   | 1–6    | 2–8        |

## Ismert játékosok
- Martin Petrov